# Svenska cupen 2009 (bandy)
Svenska cupen i bandy 2009 spelades 2009, och vanns av Sandvikens AIK, som besegrade Hammarby IF med 8-3 i finalmatchen. Slutspelet anordnades 1-4 oktober 2009 i ABB Arena Syd i Västerås .
Gripen Trollhättan BK drog sig ur inför gruppspelet och ersattes av Västanfors IF .

## Kvalspel
- 15 januari 2009 Frillesås BK-Gripen Trollhättan BK 7-8
- 16 januari 2009 Nässjö IF-Vetlanda BK 3-6
- 17 januari 2009 Finspångs AIK-Västerås SK 0-5
- 17 januari 2009 Selånger SK Bandy-Sandvikens AIK 1-7
- 18 januari 2009 Jönköping Bandy IF-IFK Motala 1-5
- 18 januari 2009 Köpings IS-Ale-Surte BK 9-7
- 18 januari 2009 Lidköpings AIK-Villa Lidköping BK 3-5
- 18 januari 2009 Gustavsbergs IF-Örebro SK 3-8
- 18 januari 2009 Tranås BoIS Bandy-IFK Kungälv 4-1
- 19 januari 2009 Västanfors IF-Falu BS 2-7
- 20 januari 2009 GAIS Bandy-IFK Vänersborg 1-8
- 20 januari 2009 Katrineholm Värmbol BS-IK Sirius 4-5
- 20 januari 2009 Ljusdals BK-Edsbyns IF 1-11
- 20 januari 2009 Skutskärs IF-Broberg/Söderhamn Bandy 4-3
- 20 januari 2009 Söderfors GoIF-Tillberga IK 3-8
- 22 januari 2009 Helenelunds IK-Hammarby IF 2-12

## Grupp A
| Nr | Lag                | S | V | O | F | +/-    | P |
| -- | ------------------ | - | - | - | - | ------ | - |
| 1  | Villa Lidköping BK | 3 | 2 | 1 | 0 | 17 - 4 | 5 |
| 2  | Edsbyns IF         | 3 | 2 | 1 | 0 | 16 - 8 | 5 |
| 3  | Köpings IS         | 3 | 1 | 0 | 2 | 8 - 18 | 2 |
| 4  | Västanfors IF      | 3 | 0 | 0 | 0 | 3 - 14 | 0 |

- 1 oktober 2009 Edsbyns IF-Västanfors IF 5-2
- 1 oktober 2009 Villa Lidköping BK-Köpings IS 9-1
- 2 oktober 2009 Edsbyns IF-Köpings IS 8-3
- 2 oktober 2009 Villa Lidköping BK-Västanfors IF 5-0
- 2 oktober 2009 Köpings IS-Västanfors IF 4-1
- 3 oktober 2009 Edsbyns IF-Villa Lidköping BK 3-3

## Grupp B
| Nr | Lag          | S | V | O | F | +/-    | P |
| -- | ------------ | - | - | - | - | ------ | - |
| 1  | Hammarby IF  | 3 | 3 | 0 | 0 | 22 - 3 | 6 |
| 2  | IK Sirius    | 3 | 1 | 1 | 1 | 13 - 8 | 3 |
| 3  | Örebro SK    | 3 | 0 | 2 | 1 | 8 - 16 | 2 |
| 4  | Skutskärs IF | 3 | 0 | 1 | 2 | 5 - 21 | 1 |

- 1 oktober 2009 IK Sirius-Örebro SK 3-3
- 1 oktober 2009 Hammarby IF-Skutskärs IF 9-0
- 2 oktober 2009 Hammarby IF-Örebro SK 9-1
- 2 oktober 2009 IK Sirius-Skutskärs IF 8-1
- 2 oktober 2009 Örebro SK-Skutskärs IF 4-4
- 3 oktober 2009 IK Sirius-Hammarby IF 2-4

## Grupp C
| Nr | Lag               | S | V | O | F | +/-    | P |
| -- | ----------------- | - | - | - | - | ------ | - |
| 1  | Västerås SK       | 3 | 3 | 0 | 0 | 20 - 3 | 6 |
| 2  | IFK Vänersborg    | 3 | 2 | 0 | 1 | 12 - 9 | 4 |
| 3  | IFK Motala        | 3 | 1 | 0 | 2 | 6 - 11 | 2 |
| 4  | Tranås BoIS Bandy | 3 | 0 | 0 | 3 | 3 - 18 | 0 |

- 1 oktober 2009 IFK Motala-Tranås BoIS Bandy 3-1
- 1 oktober 2009 Västerås SK-IFK Vänersborg 6-1
- 2 oktober 2009 IFK Vänersborg-Tranås BoIS Bandy 7-1
- 2 oktober 2009 Västerås SK-IFK Motala 6-1
- 3 oktober 2009 IFK Vänersborg-IFK Motala 4-2
- 3 oktober 2009 Västerås SK-Tranås BoIS Bandy 8-1

## Grupp D
| Nr | Lag            | S | V | O | F | +/-    | P |
| -- | -------------- | - | - | - | - | ------ | - |
| 1  | Tillberga IK   | 3 | 2 | 1 | 0 | 11 - 9 | 5 |
| 2  | Sandvikens AIK | 3 | 1 | 0 | 2 | 13 - 8 | 4 |
| 3  | Vetlanda BK    | 3 | 1 | 1 | 1 | 7 - 5  | 3 |
| 4  | Falu BS        | 3 | 0 | 0 | 3 | 3 - 12 | 0 |

- 1 oktober 2009 Sandvikens AIK-Vetlanda BK 3-3
- 1 oktober 2009 Tillberga IK-Falu BS 4-3
- 2 oktober 2009 Sandvikens AIK-Falu BS 5-0
- 2 oktober 2009 Tillberga IK-Vetlanda BK 2-1
- 3 oktober 2009 Tillberga IK-Sandvikens AIK 5-5
- 3 oktober 2009 Vetlanda BK-Falu BS 3-0

## Slutspel

### Kvartsfinaler
- 3 oktober 2009: Västerås SK-Sandvikens AIK 2-7
- 3 oktober 2009: Tillberga IK-IFK Vänersborg 4-4, 0-1 efter straffslag
- 3 oktober 2009: Villa Lidköping BK-IK Sirius 1-4
- 3 oktober 2009: Hammarby IF-Edsbyns IF 2-2, 2-1 efter straffslag

### Semifinaler
- 4 oktober 2009: Sandvikens AIK-IFK Vänersborg 5-0
- 4 oktober 2009: IK Sirius-Hammarby IF 1-8

### Final
- 4 oktober 2009: Sandvikens AIK-Hammarby IF 8-3